# Cole Grossman
Nicholas Holland Grossman, detto Cole (Saint Louis, 10 aprile 1989), è un ex calciatore statunitense, di ruolo centrocampista.

## Carriera

### Club

#### College e calcio amatoriale
Grossman ha frequentato l'Università Duke e ha giocato per i Duke Blue Devils dal 2007 al 2010. In questo periodo ha giocato 70 partite in squadra, di cui 59 da titolare. Nel 2009, contemporaneamente al suo impegno con i Duke Blue Devils, ha giocato per i Cary Clarets nella Premier Development League, totalizzando 12 presenze senza segnare alcuna rete.

#### Columbus Crew
Il 14 gennaio 2011, Grossman è stato scelto nel secondo turno del SuperDraft – come 28ª scelta complessiva – dal Columbus Crew. Ha debuttato nella Major League Soccer in data 23 luglio 2011, subentrando a Sebastián Miranda nella vittoria per 1-0 sui Portland Timbers. Il 19 agosto 2012 ha realizzato la prima rete nella massima divisione statunitense, nel pareggio per 2-2 contro gli Houston Dynamo.

#### Real Salt Lake
Il 19 novembre 2012, Grossman è stato rilasciato dal Columbus Crew e nel corso della stessa giornata è stato messo sotto contratto dal Real Salt Lake. Ha esordito in squadra il 24 marzo 2013, schierato titolare nella sconfitta per 2-0 in casa del Dallas. Il 21 agosto successivo ha segnato la prima rete, nel pareggio per 3-3 in casa dei Portland Timbers.

#### Stabæk
Il 6 gennaio 2015, lo Stabæk ha annunciato per bocca del suo allenatore Bob Bradley l'ingaggio di Grossman, che avrebbe fatto parte della rosa della squadra in vista della nuova stagione. Si è svincolato al termine del campionato 2016.

## Statistiche

### Presenze e reti nei club
Statistiche aggiornate al 1º gennaio 2017.
| Stagione              | Club                  | Campionato            | Campionato | Campionato | Coppe nazionali | Coppe nazionali | Coppe nazionali | Coppe continentali | Coppe continentali | Coppe continentali | Supercoppe | Supercoppe | Supercoppe | Totale | Totale |
| Stagione              | Club                  | Comp                  | Pres       | Reti       | Comp            | Pres            | Reti            | Comp               | Pres               | Reti               | Comp       | Pres       | Reti       | Pres   | Reti   |
| --------------------- | --------------------- | --------------------- | ---------- | ---------- | --------------- | --------------- | --------------- | ------------------ | ------------------ | ------------------ | ---------- | ---------- | ---------- | ------ | ------ |
| 2009                  | Cary Clarets          | PDL                   | 12         | 0          | -               | -               | -               | -                  | -                  | -                  | -          | -          | -          | 12     | 0      |
| 2011                  | Columbus Crew         | MLS                   | 2          | 0          | USOC            | 1               | 1               | CCL                | 2                  | 0                  | -          | -          | -          | 5      | 1      |
| 2012                  | Columbus Crew         | MLS                   | 10         | 1          | USOC            | 1               | 0               | -                  | -                  | -                  | -          | -          | -          | 11     | 1      |
| Totale Columbus Crew  | Totale Columbus Crew  | Totale Columbus Crew  | 12         | 1          |                 | 2               | 1               |                    | 2                  | 0                  |            | -          | -          | 25     | 1      |
| 2013                  | Real Salt Lake        | MLS                   | 5          | 1          | USOC            | 0               | 0               | -                  | -                  | -                  | -          | -          | -          | 5      | 1      |
| 2014                  | Real Salt Lake        | MLS                   | 17         | 0          | USOC            | 1               | 0               | -                  | -                  | -                  | -          | -          | -          | 18     | 1      |
| Totale Real Salt Lake | Totale Real Salt Lake | Totale Real Salt Lake | 22         | 1          |                 | 1               | 0               |                    | -                  | -                  |            | -          | -          | 23     | 1      |
| 2015                  | Stabæk                | ES                    | 28         | 4          | CN              | 5               | 0               | -                  | -                  | -                  | -          | -          | -          | 33     | 4      |
| 2016                  | Stabæk                | ES                    | 23+1       | 1+0        | CN              | 2               | 0               | UEL                | 2                  | 0                  | -          | -          | -          | 28     | 1      |
| Totale Stabæk         | Totale Stabæk         | Totale Stabæk         | 51+1       | 5+0        |                 | 7               | 0               |                    | 2                  | 0                  |            | -          | -          | 61     | 5      |
| Totale carriera       | Totale carriera       | Totale carriera       | 97+1       | 7+0        |                 | 10              | 1               |                    | 4                  | 0                  |            | -          | -          | 112    | 8      |